# José Augusto Branco
José Augusto Branco Júnior (Manaus, 7 de janeiro de 1942) é um ator, radialista
e apresentador de televisão brasileiro.
Começou a carreira na Rádio e TV Jornal do Commercio de Recife, em 1961. Atuava como radio-ator e apresentador de programas de auditório na rádio, e ator e apresentador na televisão. Ao mesmo tempo, era também repórter policial e tinha uma coluna de rádio e TV no Diário de Noite.
Em 1964, se transferiu para o Rio, e trabalhou na TV Tupi (Teatrinho Trol, Teatro de Comédia, Gira o Mundo Gira, AEIOUrca e Câmera Um entre outros), e na TV Rio (nas telenovelas O Porto dos Sete Destinos e O Pecado de Ser Mãe). Já atuou em várias telenovelas e minisséries na Rede Globo.
José Augusto Branco é um dos atores que mais acumula participações em novelas e minisséries da Rede Globo. Destaque para o "Rochinha" da primeira versão de Saramandaia, "Lúcio Braga" em Sinal de Alerta, o "Manuel Teixeira" da primeira versão de Sinhá Moça, o "Belotti" de Brega e Chique, o "Padre Alberto Jardim" de O Salvador da Pátria, o "Josias" de A Próxima Vítima, o "Nereu Bastos" de Paraíso Tropical e o "Nôno" no remake de Paraíso.

## Carreira

### Na televisão
| Ano     | Título                          | Personagem                    | Notas                                        |
| ------- | ------------------------------- | ----------------------------- | -------------------------------------------- |
| 2024    | Mania de Você                   | Geraldo dos Santos            | Episódios: "16 de setembro–15 de outubro"    |
| 2019    | Malhação: Toda Forma de Amar    | Padre Lucas                   |                                              |
| 2017    | Tempo de Amar                   | Padre João                    |                                              |
| 2017    | Dois Irmãos                     | Absalam                       |                                              |
| 2016    | Velho Chico                     | Senador Reginaldo Scala       |                                              |
| 2013    | Saramandaia                     | Dr. Meireles                  |                                              |
| 2011    | Macho Man                       | Dr. Fragoso Fraga             | 3 episódios                                  |
| 2011    | Insensato Coração               | Floriano Brandão              |                                              |
| 2010    | Zorra Total                     | Pedro Fernandes Sardinha      | Episódio: "26 de junho"                      |
| 2009    | Paraíso                         | Amadeu Bertoni (Nono)         |                                              |
| 2008    | Casos e Acasos                  | Inácio                        | Episódio: "A Ciumenta, o Ciumento e o Ciúme" |
| 2008    | Ciranda de Pedra                | Silvério                      |                                              |
| 2008    | Poeira em Alto Mar              | Armando Bento                 |                                              |
| 2008    | Malhação                        | Inspetor                      |                                              |
| 2007    | Paraíso Tropical                | Nereu Bastos                  |                                              |
| 2006    | Sinhá Moça                      | Doutor João Amorim            |                                              |
| 2005    | Alma Gêmea                      | Dr. Argemiro Menezes          |                                              |
| 2005    | Senhora do Destino              | Médico de Isabel              | Participação Especial                        |
| 2004    | Um Só Coração                   | Dr. Araújo                    |                                              |
| 2002    | Esperança                       | Marcílio                      |                                              |
| 2001    | Sítio do Picapau Amarelo        | Elias Turco                   | 2001-2005                                    |
| 2001    | Brava Gente                     | Vigário                       | Episódio: "O Natal de Arioswaldo"            |
| 2001    | Brava Gente                     | Tito                          | Episódio: "A Sonata"                         |
| 2000    | Malhação                        | Juiz Meneghinni               |                                              |
| 1999    | Vila Madalena                   | Dr. Meireles                  |                                              |
| 1999    | Terra Nostra                    | Dr. Amorim                    |                                              |
| 1999    | Mulher                          | Francisco                     | Episódio: "Pai de Família"                   |
| 1999    | Chiquinha Gonzaga               | Capitão na Guerra do Paraguai |                                              |
| 1999    | Força de um Desejo              | Ernesto                       |                                              |
| 1998    | Torre de Babel                  | Médico                        |                                              |
| 1998    | Mulher                          | Dr. Paulo de Tarso Monteiro   | Episódio: "Repulsa"                          |
| 1998    | Meu bem querer                  | Juiz Éder                     |                                              |
| 1998    | Você Decide                     | —                             | Episódio: "Ninguém é Perfeito"               |
| 1998    | Era uma Vez...                  | Yves                          |                                              |
| 1997    | A Justiceira                    | Deputado                      | Episódio: "Cinzas no Planalto"               |
| 1996    | O Rei do Gado                   | Delegado Josimar              |                                              |
| 1996    | História de Amor                | Dr. Alfredo                   |                                              |
| 1996    | O Fim do Mundo                  | Advogado                      | Participação Especial                        |
| 1996    | Você Decide                     | —                             | Episódio: "Amor Por Correspondência"         |
| 1996    | Você Decide                     | —                             | Episódio: "Vidas Partidas"                   |
| 1996    | Você Decide                     | —                             | Episódio: "Pai de Aluguel"                   |
| 1995    | Cara e Coroa                    | Pai de Heitor Gonçalves       | Participação Especial                        |
| 1995    | A Próxima Vítima                | Josias da Silva               |                                              |
| 1995    | Você Decide                     | Alex                          | Episódio: "A Droga"                          |
| 1995    | Você Decide                     | —                             | Episódio: "O Matador"                        |
| 1994    | Você Decide                     | —                             | Episódio: "O Louco"                          |
| 1993    | Sonho Meu                       | Aurélio Vaz                   |                                              |
| 1992    | Despedida de Solteiro           | Dr. Cintra                    |                                              |
| 1992    | Tereza Batista                  | Lírio Baêta                   |                                              |
| 1992    | Perigosas Peruas                | Juiz                          |                                              |
| 1992    | Você Decide                     | Orestes                       | Episódio: "O Golpe"                          |
| 1990    | Rainha da Sucata                | Ademar                        |                                              |
| 1989    | O Salvador da Pátria            | Padre Alberto Jardim          |                                              |
| 1988    | Abolição                        | Conselheiro João Alfredo      |                                              |
| 1988    | Fera Radical                    | Dr. Freitas                   |                                              |
| 1987    | Brega & Chique                  | Belotti                       |                                              |
| 1987    | Caso Especial                   | Advogado do Matador           | Episódio: "O Matador"                        |
| 1987    | O Outro                         | Médico                        | Participação Especial                        |
| 1986    | Sinhá Moça                      | Manoel Teixeira               |                                              |
| 1985    | Grande Sertão: Veredas          | Seo Habão                     |                                              |
| 1985    | De quina pra Lua                | Serafim                       |                                              |
| 1984    | Transas e Caretas               | Nestor                        |                                              |
| 1982    | Final Feliz                     | França                        |                                              |
| 1982    | O Homem Proibido                | Valdir                        |                                              |
| 1981    | Ciranda de Pedra                | Dr. Alceu Ladeira             |                                              |
| 1980    | As Três Marias                  | Ramiro                        |                                              |
| 1980    | Chega Mais                      | Tomás                         |                                              |
| 1979    | Memórias de Amor                | Ciro                          |                                              |
| 1978    | Sinal de Alerta                 | Lúcio Braga                   |                                              |
| 1978    | Kika e Xuxu                     | —                             |                                              |
| 1977    | Nina                            | Lourival                      |                                              |
| 1976    | Saramandaia                     | Dr. Rochinha                  |                                              |
| 1976    | Estúpido Cupido                 | Policial                      | Participação Especial                        |
| 1975    | Bravo!                          | Rudy                          |                                              |
| 1975    | Helena                          | Luiz Mendonça                 |                                              |
| 1974    | Corrida do Ouro                 | Rodrigo                       |                                              |
| 1974    | Caso Especial                   | —                             | Episódio: "O professor vai embora"           |
| 1973    | Os Ossos do Barão               | Luigi                         |                                              |
| 1972    | Uma Rosa com Amor               | Gustavo                       |                                              |
| 1971    | Bandeira 2                      | Tavinho                       |                                              |
| 1971    | O Cafona                        | Zé                            | Participação Especial                        |
| 1970–71 | Irmãos Coragem                  | Rodrigo César                 |                                              |
| 1969–70 | Véu de Noiva                    | Sérgio                        |                                              |
| 1969    | Rosa Rebelde                    | Felipe Grandet                |                                              |
| 1968–69 | A Gata de Vison                 | Jimmy                         |                                              |
| 1968    | Balança Mas Não Cai             | Jovem de terno                |                                              |
| 1967–68 | O Homem Proibido                | Teddy Wilson                  |                                              |
| 1967    | Anastácia, a mulher sem destino | Roger                         |                                              |
| 1967    | A Rainha Louca                  | General Cury                  |                                              |
| 1966    | O Pecado de Ser Mãe             | —                             |                                              |
| 1965–66 | O Porto dos Sete Destinos       | Marcelo                       |                                              |

### No cinema
| Ano  | Título                   | Personagem     |
| ---- | ------------------------ | -------------- |
| 1984 | Aguenta, Coração         | —              |
| 1979 | Violência e Sedução      | Alfredo        |
| 1977 | Os Amores da Pantera     | Tono Renan     |
| 1974 | A Viúva Virgem           | Delegado       |
| 1970 | Estranho Triângulo       | Werner         |
| 1968 | Massacre no Supermercado | Carlos Alberto |
| 1966 | Na Onda do Iê-iê-iê      | Milton Carlos  |

## Teatro[6]
- 1991 - Trair e Coçar, É Só Começar
- 1988 - Quem Programa Ação, Computa Confusão
- 1986/1988 - Trair e Coçar, É Só Começar
- 1983 - Belas Figuras
- 1982 - E Agora, Hermínia?
- 1980 - Aracelli
- 1968 - Black Comedy / Tudo No Escuro
- 1967 - Secretíssimo
- 1965 - A Perda Irreparável
- 1964 - Encantado, Praça 15
- 1964 - O Hóspede Inesperado
- 1961 - Uma Cama Para Três